# 夏尔一世 (摩纳哥领主)
夏爾一世（英語：Charles I；—1357年），摩納哥領主，是一名 14 世紀的士兵和貴族。 他是格里馬爾迪王朝的成員。
作為蘭尼埃一世的第一任妻子薩爾瓦蒂卡·德爾·卡雷托 (Salvatica del Carretto) 的長子，夏爾在1301年4月10日摩納哥岩落入熱那亞人控制後被迫流亡國外。